# Arquivo

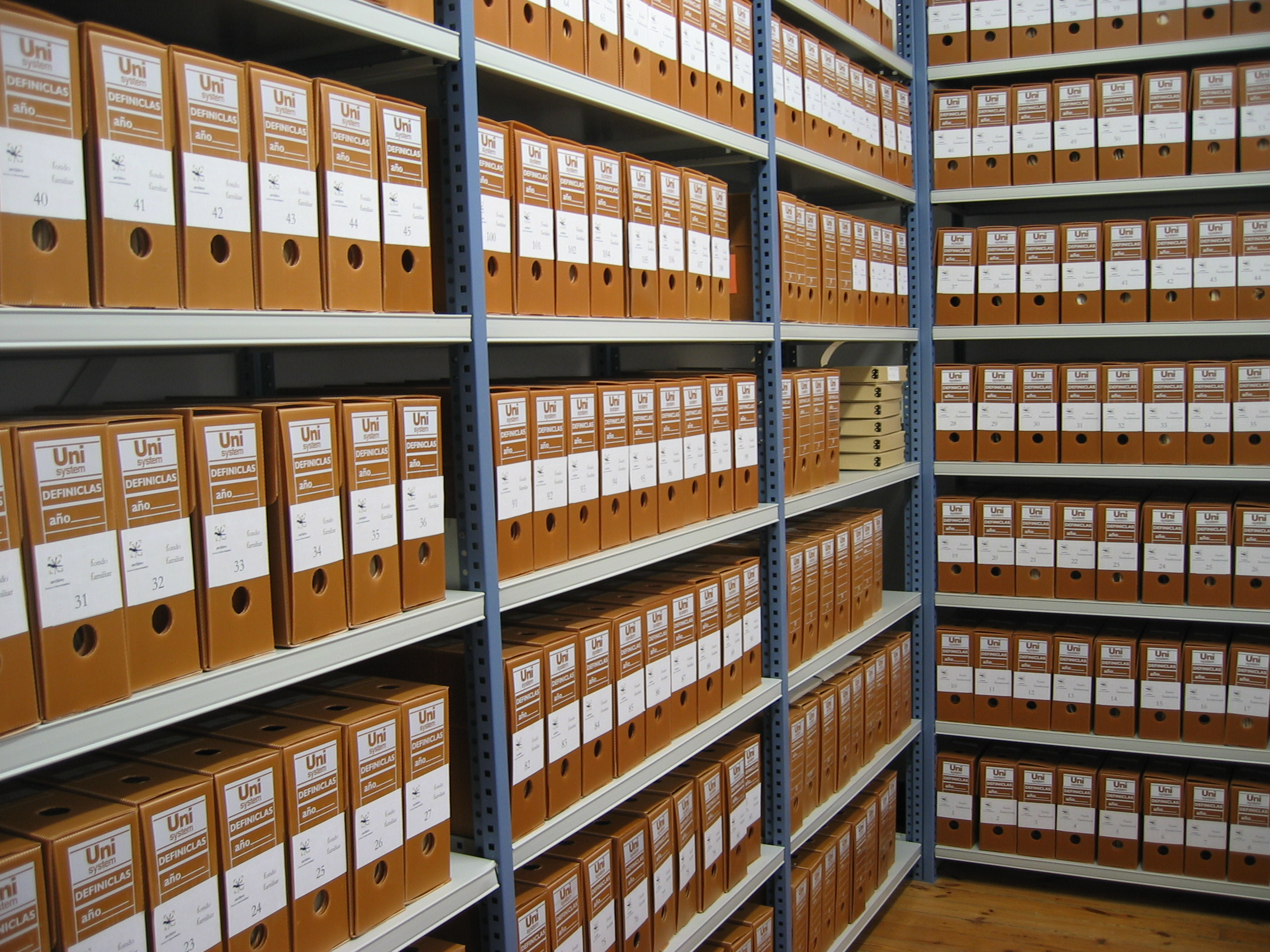
Caixas de registro em prateleiras de um arquivo.

Em arquivologia, arquivo é um conjunto de documentos criados ou recebidos por uma organização, firma ou indivíduo, que os mantém ordenadamente como fonte de informação para a execução de suas atividades. Os documentos preservados pelo arquivo podem ser de vários tipos e em vários suportes. As entidades mantenedoras de arquivos podem ser públicas (Federal, Estadual Distrital, Municipal), institucionais, comerciais e pessoais.
No Brasil, a política de arquivos públicos e privados é gerenciada pelo Conselho Nacional de Arquivos (Conarq), órgão ligado ao Arquivo Nacional.

## Etimologia
Do latim archívum, lugar onde se guardam os documentos.
1. Lugar onde se guardam documentos
2. Conjunto de documentos escritos, fotográficos, microfilmes, etc.
3. Conjunto de dados organizados, segundo a sua natureza e o seu uso, em suporte magnético.

## Finalidade
- Servir a administração: Fornecem informações e documentos necessários ao desenvolvimento das atividades, facilitam o acesso aos documentos, preservam a documentação da empresa, possibilitam o controle da produção de documentos e colocam à disposição dos usuários documentos que fornecem informações de caráter probatório ou simplesmente informativo.
- Servir à História: Fornecem informações e/ou documentos para reconstituir ou escrever a história política, social ou econômica de uma nação. Também servem de memória de uma empresa e constituem uma importante fonte de pesquisa.

## Funções do Arquivo
- Recolher e ordenar todos os documentos que circulam na empresa;
- Avaliar e selecionar os documentos, tendo em vista sua preservação ou eliminação;
- Garantir o fluxo dos pedidos de documentos provenientes dos diversos órgãos da empresa;
- Arquivar os documentos, visando a preservação da informação;
- Conservar e assegurar a integridade dos documentos, evitando danos que possam ocasionar a sua perda;
- Executar as funções específicas conforme a organização e administração da instituição.

## Classificações

### Quanto ao uso (Teoria das três idades)

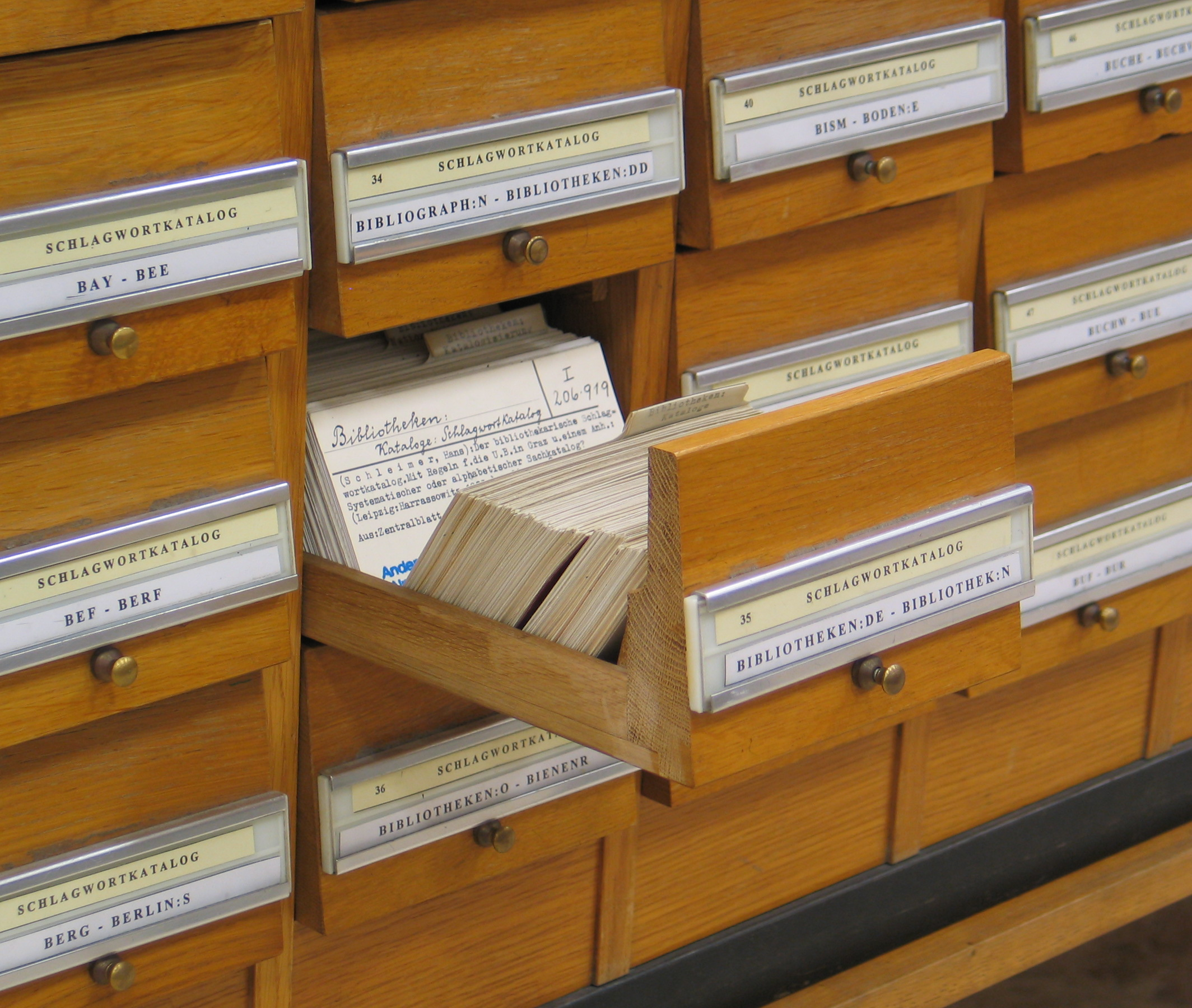
Arquivo Temático da biblioteca da 'Università di Graz

A Teoria das três idades é baseada no Ciclo vital dos documentos, segundo o qual, os mesmos passam por três fases: corrente, intermediária e permanente.
- Arquivo corrente (Primeira idade) Segundo o Dicionário de Terminologia Arquivística (D.T.A.) de 1996, página 6, é o “conjunto de documentos estritamente vinculados aos objetivos imediatos para os quais foram produzidos e recebidos no cumprimento de atividades fim e meio e que se conservam junto aos órgãos produtores em razão de sua vigência e da frequência com que são por eles consultados”. Essa idade corresponde a produção do documento, sua tramitação, a finalização do seu objetivo e a sua guarda.
- Arquivo Intermediário (Segunda idade): “Conjunto de documentos originários de arquivo corrente, com uso pouco frequente, que aguardam, em depósito de armazenamento temporário, sua destinação final” (D.T.A. 1996, p. 7). Os documentos são ainda conservados por razões administrativas, legais ou financeiras. É uma fase de retenção temporária que se dá por razões de precaução.
- Arquivo permanente (Terceira idade): “Conjunto de documentos custodiados em caráter definitivo, em função do seu valor” (D.T.A. 1996, p. 8). Constitui-se de documentos produzidos em geral há mais de 25 anos pelas instituições administrativas públicas ou privadas .

### Quanto à natureza
- Arquivo Especial: São aqueles que requerem tratamento especial de armazenamento, independente de sua forma. Certas variáveis precisam ser controladas, pois caso contrário, podem deteriorar os documentos, (temperatura, luminosidade, umidade etc.).
- Arquivo Especializado: São aqueles que tratam de um assunto específico.

### Quanto à abrangência
- Arquivo Setorial: São aqueles que cumprem função de arquivo corrente e, por esta razão, devem ser guardados próximos aos órgãos operacionais e por isso costumam ser descentralizados.
- Arquivo Geral: São aqueles que recebem os documentos de diversos órgãos de uma mesma organização física.